# Rokfor
Rókfor (francosko Roquefort) je francoski sir s plemenito plesnijo, ki ga lahko uvrščamo med poltrde sire ali med mehke sire. 

## Značilnosti
Rokfor je edini ovčji sir z modro zeleno plesnijo z znanstvenim imenom Penicillium roqueforti. Premer rokfor sira je od 18 do 20 centimetrov, višine med 8,50 in 10,50 centimetrov, teže približno 2,50 kg. V prodaji so vedno polovice sirov, saj vsak sir pred prodajo prerežejo in klasificirajo glede na obseg preraščenosti s plesnijo. Rokfor je pikanten, slan in zelo intenzivnega okusa. Sredica je drobljiva. Hraniti ga je potrebno na hladnem, najbolje v hladilniku, zavitega v aluminijevo folijo, da se prepreči stik z zrakom.

## Proizvodnja
V mleko ali mladi sir se doda kultura plesni, s čimer se začne prva faza postopka za izdelavo sira. V tej prvi fazi se v hladnih in vlažnih votlinah, katerih stene so prav tako prekrite s to kulturo plesni, sir prvih nekaj dni soli. Ko je nasoljen se pikira, da v notranjost sira lahko prodre zrak, ki je nujen za rast plesni. Pod takimi pogoji sir zori štiri tedne na temperaturi od 7 do 10°C. Ko se na površini pojavijo prve zelene lise, se sir še enkrat prebode in zavije v aluminijevo folijo, da se dotok zraka ustavi in s tem prepreči vstop drugih vrst plesni.  Tako zavit sir zori še nadaljnje 3 do 4 mesece, do končnega izdelka. Rezultat je pikantno slan kremasti in krhki sir z najmanj 52 % suhe snovi. Krhkost sira je dokaz njegove kvalitete, saj je bolj krhek sir bolj kvaliteten.
Originalni rokforski sir zori v naravnih podzemnih jamah, kjer je vse leto stalna temperatura od 7 do 10°C ter 90 - 100 odstotna relativna vlaga. 

### Zaščita označbe porekla
Rokfor je prvi zaščiteni francoski sir, saj njegova izdelava poteka pod nadzorom AOC (Appellation d'Origine Contrôlée) že od leta 1925.  Leta 1961 je bila sprejeta odločitev, da lahko sir označujejo z imenom rokfor le, če je bil zorjen v votlinah v kraju Roquefort-sur-Sulzon, čeprav ga izdelujejo domala po vsej južni Franciji in tudi na Korziki. 

### Legenda
Po legendi naj bi ta vrsta sira nastala tako, da je pastir, ki se je pred dežjem umaknil v neko votlino s seboj na pašo vzel mladi sir. V tistem, ko je ravno hotel malicati, je zunaj zagledal lepo dekle in je stekel za njo, v votlini pa je pozabil hrano. Ko je kasneje našel sir, je bil ta prekrit s plesnijo. Lačen pastir je sir vseeno poskusil in ugotovil, da je dober in vest o tem razširil med vaščani.

## Zgodovina
Rokfor naj bi prvič izdelali 4. junija 1070, ime pa je dobil po francoski pokrajini Roquefort-sur-Soulzon v departmaju Aveyron, na južnih obronkih gorovja Seveni, kjer smejo danes edino izdelovati sir s tem imenom. Najstarejši recept za izdelavo rokforja izvira iz leta 1411, po katerem iz 4,5 litrov ovčjega mleka izdelajo 1 kg sira.

## Postrežba
Okus rokforja je bogat in močan, zato se po navadi ponudi skupaj s svežim kozjim sirom, kamamberjem, grojerjem in gavdo, poleg pa dodamo hruške, breskve, smokve in grozdje ter orehe. Zelo dobro se poda k belemu vinu.